# 420 (ثقافة القنب)
420 أو 4\20 هو مصطلح شائع في ثقافة القنب يشير إلى استهلاك الماريجوانا والحشيش، خصوصًا التدخين في حوالي الساعة 4:20 مساءً (16:20). كما يشير إلى احتفالات القنب التي تُقام سنويًا في 20 أبريل.

## الأصل
بدأ الأمر بعد سماع مجموعة من الطلاب في ولاية كاليفورنيا الأمريكية في السبعينيات عن محصول مهجور من حشيش القنب (الماريجوانا)، فقرروا التجمع كل يوم في تمام الساعة 04:20 عند تمثال عالم الكيمياء الفرنسي لويس باستور، وأصبحت كلمة السر بينهم "لويس 420"، ثم أصبح الرقم في النهاية رمزاً عالمياً لحشيش القنب.